# Cornelis Zaaijer

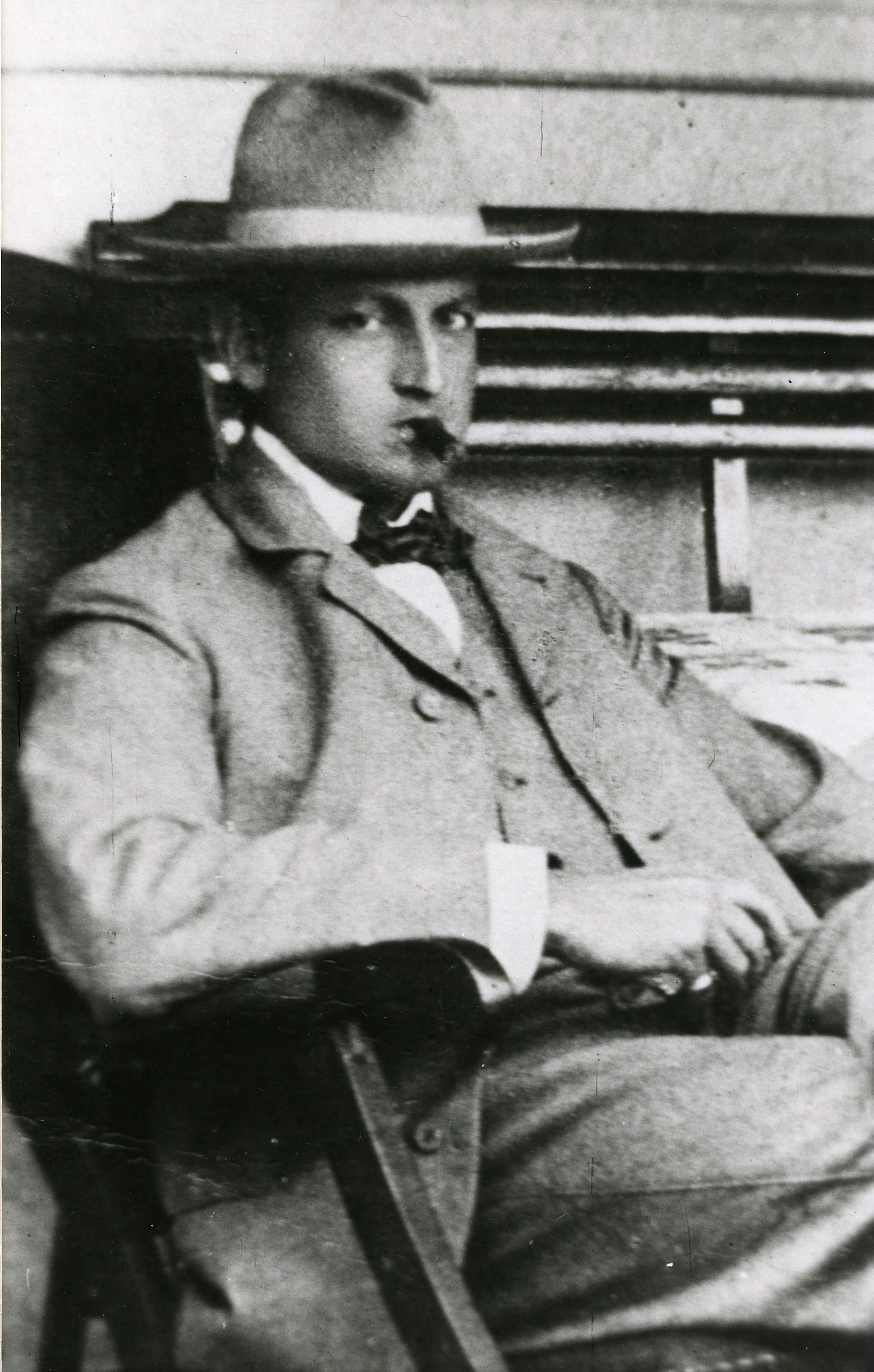
Mr. C. Zaaijer

Cornelis Zaaijer (Huizum, 27 mei 1873 - Oosterbeek, 21 juli 1919) was een Nederlands burgemeester.

## Biografie
Zaaijer was lid van de in het Nederland's Patriciaat opgenomen landbouwersfamilie Zaaijer uit Dirksland en was een zoon van Tweede Kamerlid dr. Johannes Zaaijer (1844-1925) en Hendrika Neeltje van Weel (1844-1922). Hij trouwde in 1902 met Catharina Elisabeth Rutgers van der Loeff (1877), lid van de patriciaatsfamilie Van der Loeff, met wie hij vier kinderen kreeg; hij had haar ontmoet tijdens zijn rechtenstudie te Leiden. Hij werd in 1901 benoemd tot burgemeester van Dirksland, Melissant en Herkingen, hetgeen hij tot 1917 zou blijven; hij was de opvolger van zijn achterneef J. Zaaijer. In 1917 werd hij benoemd tot burgemeester van Renkum, hetgeen hij tot zijn overlijden zou blijven.
Een van zijn kinderen was de latere procureur-fiscaal bij het Bijzondere Gerechtshof in Den Haag J. Zaaijer (1903-1988).